# Тимелія-криводзьоб маскова
Тиме́лія-криводзьо́б маскова (Pomatorhinus ferruginosus) — вид горобцеподібних птахів родини тимелієвих (Timaliidae). Мешкає в Гімалаях і Південно-Східній Азії.

## Опис

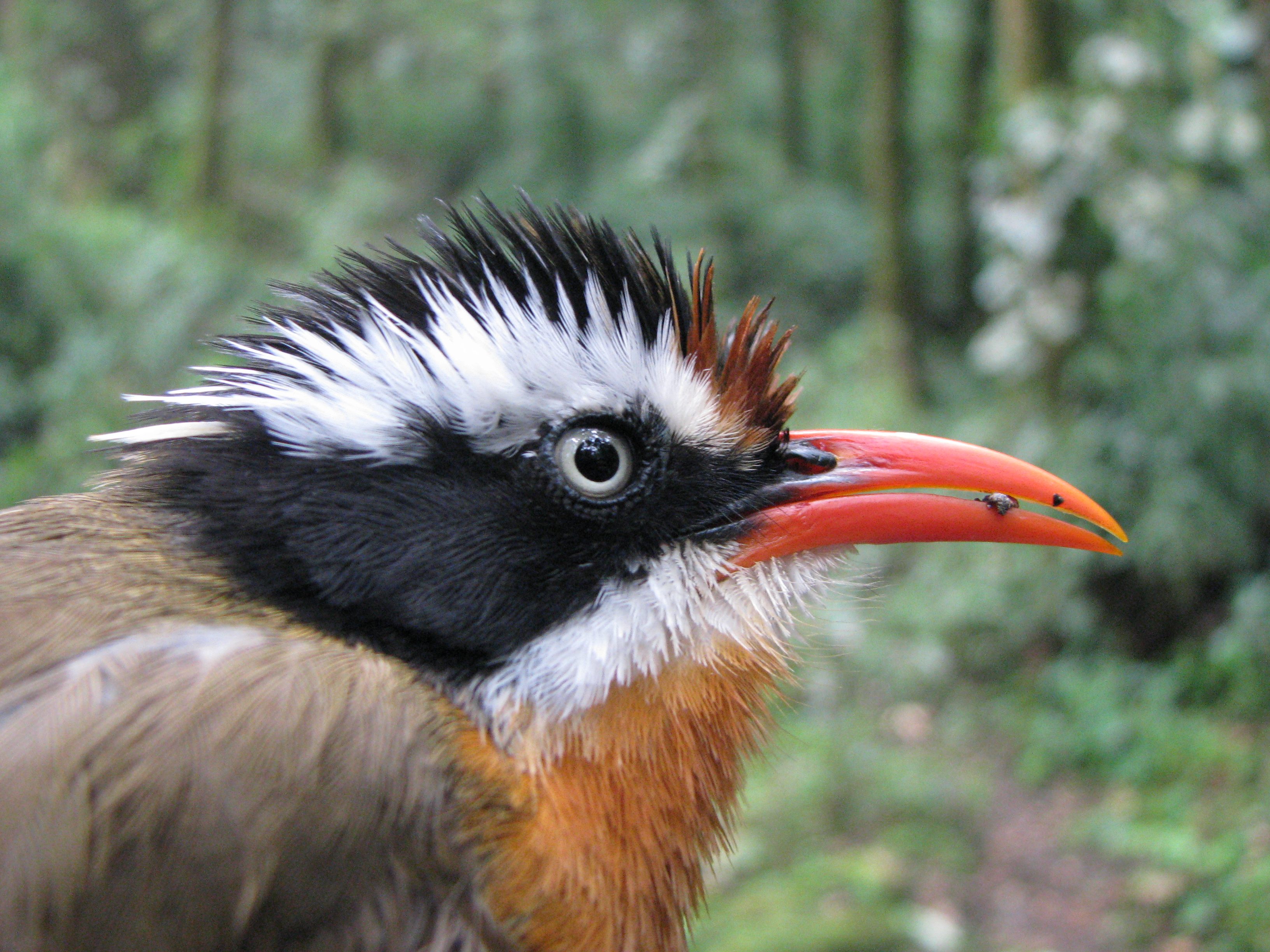
Маскова тимелія-криводзьоб

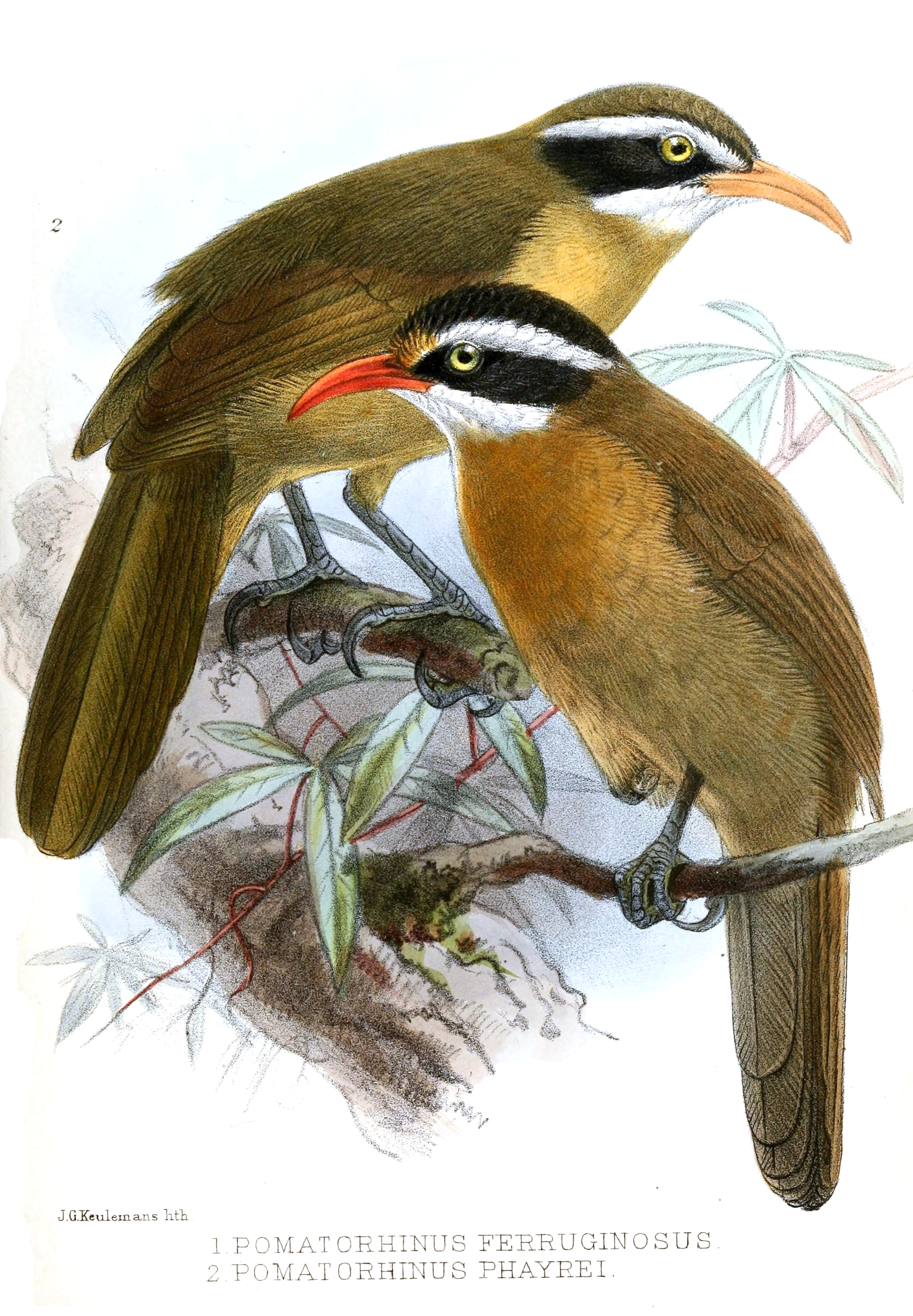
Маскові тимелії-криводзьоби

Довжина птаха становить 22 см. Верхня частина тіла коричнева, нижня частина тіла рудувато-бежева. На обличчі чорна "маска", над очима широкі білі "брови". Верхня частина горла біла, під дзьобом білі "вуса". дзьоб червоний, великий і міцний. У представників номінативного підвиду нижня частина тіла рудувата, над дзьобом пір'я рудувато-коричневе, тім'я чорне. У представників інших підвидів коричневе або сіро-коричневе.

## Підвиди
Виділяють шість підвидів:
- P. f. ferruginosus Blyth, 1845 — східні Гімалаї (від східного Непалу до східного Ассаму на південь від Брахмапутри);
- P. f. phayrei Blyth, 1847 — Північно-Східна Індія (південний Ассам і Маніпур) і південно-західна М'янма (гори Чін і Аракан);
- P. f. stanfordi Ticehurst, 1935 — схід Аруначал-Прадешу, північно-східна М'янма (Качин) і західний Юньнань;
- P. f. albogularis Blyth, 1855 — від південної і південно-східної М'янми до північно-західного Таїланду і північно-західного Лаосу;
- P. f. orientalis Delacour, 1927 — південний Юньнань і північний Індокитай;
- P. f. dickinsoni Eames, JC, 2002 — південний Лаос (пліто Боловен) і центральний В'єтнам.

Деякі дослідники виділяють кілька підвидів у окремий вид Pomatorhinus phayrei.

## Поширення і екологія
Маскові тимелії-криводзьоби живуть у гірських і рівнинних вологих тропічних лісах. Зустрічаються на висоті від 400 до 2400 м над рівнем моря. Вони ведуть прихований спосіб життя, зустрічаються парами і невеликими зграйками. Живляться комахами та їх личинками, яких шукають на землі. Сезон розмноження триває з квітня по червень (номінативний підвид) і з квітня по серпень (інші підвиди).